# Segunda División de México 1971-72
La Temporada 1971-72 de la Segunda División de México fue el vigésimo tercer torneo de la historia de la segunda categoría del fútbol mexicano. El Atlas se coronó campeón de la categoría por segunda ocasión volviendo de inmediato a la Primera División tras haber descendido en la temporada 1970-71. Los rojinegros se proclamaron campeones al derrotar por marcador de 4-0 a los Tigres de la U.A.N.L. en la primera final de campeonato de la historia de la competición.
La temporada se destacó por ser la primera en la que se introdujo una liguilla por el campeonato y otra por el no descenso. Por esta razón los 18 equipos participantes se dividieron en dos grupos de nueve equipos, los primeros dos lugares de cada agrupación se clasificaron a la liguilla por el título: Atlas, Tigres de la U.A.N.L., Zamora y Salamanca. Mientras que, por otro lado, los últimos lugares de cada cuadro se enfrentaron en una serie por el no descenso, siendo los equipos de Ciudad Victoria y la Universidad Veracruzana los primeros clubes en llegar a esta instancia.

## Cambios
- San Luis ascendió a Primera División.
- Atlas descendió desde el máximo circuito.
- Nuevo León descendió a Tercera División.
- Lobos de Querétaro fue el equipo promocionado desde la categoría inferior.
- El Morelia regresó a competir tras haber sido suspendido en la temporada anterior, sin embargo, el regreso del equipo estuvo condicionado a someterse a un cambio de directiva, por lo que al entrar la nueva administración se renombró al equipo con el nombre de Atlético Morelia.[2]

## Formato de competencia
Los dieciocho equipos se dividen en dos grupos de nueve equipos, sin embargo se siguen enfrentando entre los 18 en formato de todos contra todos a visita recíproca. Los dos primeros lugares de cada agrupación se clasifican a la liguilla por el título que inicia en unas semifinales de eliminación a visita recíproca, los ganadores de las dos series juegan la final por el título en un estadio neutral. Por su parte, los últimos lugares de cada grupo jugarán una serie por el no descenso, el ganador se mantiene en la categoría, mientras que el perdedor descenderá a la Tercera División.

## Equipos participantes

### Equipos por Entidad Federativa
| Entidad Federativa | N.º | Equipos                           |
| ------------------ | --- | --------------------------------- |
| Michoacán          | 3   | La Piedad, Morelia y Zamora       |
| Tamaulipas         | 3   | Ciudad Madero, Tampico y Victoria |
| Guanajuato         | 2   | Salamanca y Unión de Curtidores   |
| Jalisco            | 2   | Atlas y Nacional                  |
| Morelos            | 2   | Atlético Cuernavaca y Cuautla     |
| Querétaro          | 2   | Lobos y Querétaro                 |
| Estado de México   | 1   | Naucalpan                         |
| Nayarit            | 1   | Tepic                             |
| Nuevo León         | 1   | Tigres UANL                       |
| Veracruz           | 1   | Universidad Veracruzana           |

### Información sobre los equipos participantes
| Equipo                  | Ciudad                               | Estadio                |
| ----------------------- | ------------------------------------ | ---------------------- |
| Atlas                   | Guadalajara, Jalisco                 | Jalisco                |
| Atlético Cuernavaca     | Cuernavaca, Morelos                  | Centenario             |
| Ciudad Madero           | Ciudad Madero, Tamaulipas            | Tamaulipas             |
| Cuautla                 | Cuautla, Morelos                     | Isidro Gil Tapia       |
| La Piedad               | La Piedad, Michoacán                 | Juan N. López          |
| Lobos Querétaro         | Santiago de Querétaro, Querétaro     | Municipal de Querétaro |
| Morelia                 | Morelia, Michoacán                   | Venustiano Carranza    |
| Nacional                | Guadalajara, Jalisco                 | Jalisco                |
| Naucalpan               | Naucalpan, Estado de México          | Unidad Cuauhtémoc      |
| Querétaro               | Santiago de Querétaro, Querétaro     | Municipal de Querétaro |
| Salamanca               | Salamanca, Guanajuato                | El Molinito            |
| Tampico                 | Tampico, Tamaulipas                  | Tamaulipas             |
| Tepic                   | Tepic, Nayarit                       | Nicolás Álvarez Ortega |
| Tigres U.A.N.L.         | San Nicolás de los Garza, Nuevo León | Universitario          |
| Unión de Curtidores     | León, Guanajuato                     | La Martinica           |
| Universidad Veracruzana | Xalapa, Veracruz                     | Antonio M. Quirasco    |
| Victoria                | Ciudad Victoria, Tamaulipas          | Marte R. Gómez         |
| Zamora                  | Zamora, Michoacán                    | Moctezuma              |

## Grupos

### Grupo 1
| Pos. | Equipo                      | Pts. | PJ | G  | E  | P  | GF | GC | Dif. | Clasificación               |
| ---- | --------------------------- | ---- | -- | -- | -- | -- | -- | -- | ---- | --------------------------- |
| 1    | Tigres UANL                 | 41   | 34 | 18 | 5  | 11 | 52 | 36 | +16  | Semifinales de la liguilla  |
| 2    | Zamora                      | 40   | 34 | 14 | 12 | 8  | 38 | 29 | +9   | Semifinales de la liguilla  |
| 3    | La Piedad                   | 40   | 34 | 14 | 12 | 8  | 35 | 32 | +3   |                             |
| 4    | Naucalpan                   | 39   | 34 | 15 | 9  | 10 | 67 | 43 | +24  |                             |
| 5    | Ciudad Madero               | 35   | 34 | 12 | 11 | 11 | 51 | 58 | −7   |                             |
| 6    | Nacional                    | 30   | 34 | 8  | 14 | 12 | 45 | 60 | −15  |                             |
| 7    | Cuautla                     | 27   | 34 | 10 | 7  | 17 | 43 | 59 | −16  |                             |
| 8    | Lobos de Querétaro          | 26   | 34 | 7  | 12 | 15 | 34 | 53 | −19  | Liguilla por el no descenso |
| 9    | Universidad Veracruzana (D) | 25   | 34 | 10 | 5  | 19 | 40 | 56 | −16  | Liguilla por el no descenso |

 Fuente: RSSSF

### Grupo 2
| Pos. | Equipo              | Pts. | PJ | G  | E  | P  | GF | GC | Dif. | Clasificación               |
| ---- | ------------------- | ---- | -- | -- | -- | -- | -- | -- | ---- | --------------------------- |
| 1    | Atlas (C)           | 53   | 34 | 23 | 7  | 4  | 82 | 34 | +48  | Semifinales de la liguilla  |
| 2    | Salamanca           | 40   | 34 | 12 | 16 | 6  | 43 | 33 | +10  | Semifinales de la liguilla  |
| 3    | Tampico             | 40   | 34 | 18 | 4  | 12 | 50 | 41 | +9   |                             |
| 4    | Querétaro           | 36   | 34 | 13 | 10 | 11 | 52 | 38 | +14  |                             |
| 5    | Tepic               | 33   | 34 | 12 | 9  | 13 | 41 | 40 | +1   |                             |
| 6    | Unión de Curtidores | 32   | 34 | 12 | 8  | 14 | 48 | 51 | −3   |                             |
| 7    | Atlético Morelia    | 31   | 34 | 12 | 7  | 15 | 47 | 53 | −6   |                             |
| 8    | Atlético Cuernavaca | 28   | 34 | 10 | 8  | 16 | 48 | 57 | −9   | Liguilla por el no descenso |
| 9    | Ciudad Victoria (D) | 16   | 34 | 3  | 10 | 21 | 26 | 69 | −43  | Liguilla por el no descenso |

 Fuente: RSSSF

## Tabla general
| Pos. | Equipo                      | Pts. | PJ | G  | E  | P  | GF | GC | Dif. | Clasificación               |
| ---- | --------------------------- | ---- | -- | -- | -- | -- | -- | -- | ---- | --------------------------- |
| 1    | Atlas (C)                   | 53   | 34 | 23 | 7  | 4  | 82 | 34 | +48  | Semifinales de la liguilla  |
| 2    | Tigres UANL                 | 41   | 34 | 18 | 5  | 11 | 52 | 36 | +16  | Semifinales de la liguilla  |
| 3    | Salamanca                   | 40   | 34 | 12 | 16 | 6  | 43 | 33 | +10  | Semifinales de la liguilla  |
| 4    | Tampico                     | 40   | 34 | 18 | 4  | 12 | 50 | 41 | +9   |                             |
| 5    | Zamora                      | 40   | 34 | 14 | 12 | 8  | 38 | 29 | +9   | Semifinales de la liguilla  |
| 6    | La Piedad                   | 40   | 34 | 14 | 12 | 8  | 35 | 32 | +3   |                             |
| 7    | Naucalpan                   | 39   | 34 | 15 | 9  | 10 | 67 | 43 | +24  |                             |
| 8    | Querétaro                   | 36   | 34 | 13 | 10 | 11 | 52 | 38 | +14  |                             |
| 9    | Ciudad Madero               | 35   | 34 | 12 | 11 | 11 | 51 | 58 | −7   |                             |
| 10   | Tepic                       | 33   | 34 | 12 | 9  | 13 | 41 | 40 | +1   |                             |
| 11   | Unión de Curtidores         | 32   | 34 | 12 | 8  | 14 | 48 | 51 | −3   |                             |
| 12   | Morelia                     | 31   | 34 | 12 | 7  | 15 | 47 | 53 | −6   |                             |
| 13   | Nacional                    | 30   | 34 | 8  | 14 | 12 | 45 | 60 | −15  |                             |
| 14   | Atlético Cuernavaca         | 28   | 34 | 10 | 8  | 16 | 48 | 57 | −9   | Liguilla por el no descenso |
| 15   | Cuautla                     | 27   | 34 | 10 | 7  | 17 | 43 | 59 | −16  |                             |
| 16   | Lobos de Querétaro          | 26   | 34 | 7  | 12 | 15 | 34 | 53 | −19  | Liguilla por el no descenso |
| 17   | Universidad Veracruzana (D) | 25   | 34 | 10 | 5  | 19 | 40 | 56 | −16  | Liguilla por el no descenso |
| 18   | Ciudad Victoria (D)         | 16   | 34 | 3  | 10 | 21 | 26 | 69 | −43  | Liguilla por el no descenso |

 Fuente: RSSSF

## Resultados
| Local \ Visitante   | ATS | ATC | CUA | LPD | LOQ | MAD | MOR | NAC | NAU | QUE | SAL | TAM | TEP | UDC | UNL | UV  | VIC | ZAM |
| ------------------- | --- | --- | --- | --- | --- | --- | --- | --- | --- | --- | --- | --- | --- | --- | --- | --- | --- | --- |
| Atlas               | —   | 3–1 | 5–1 | 5–1 | 3–1 | 3–0 | 2–2 | 1–1 | 1–0 | 4–0 | 2–1 | 4–1 | 4–3 | 5–2 | 4–2 | 3–1 | 4–1 | 3–0 |
| Atlético Cuernavaca | 1–0 | —   | 1–1 | 0–1 | 4–3 | 1–1 | 2–0 | 2–1 | 0–1 | 2–2 | 0–1 | 2–0 | 0–1 | 3–0 | 0–0 | 3–0 | 2–1 | 1–2 |
| Cuautla             | 0–1 | 1–1 | —   | 1–2 | 2–2 | 1–0 | 0–1 | 2–3 | 1–0 | 0–1 | 0–0 | 1–2 | 3–2 | 0–1 | 1–3 | 3–1 | 1–0 | 1–0 |
| La Piedad           | 0–1 | 2–0 | 3–0 | —   | 2–0 | 1–1 | 1–0 | 3–3 | 2–1 | 1–0 | 0–0 | 2–0 | 0–0 | 1–0 | 0–0 | 2–1 | 1–0 | 0–0 |
| Lobos Querétaro     | 1–3 | 3–2 | 2–1 | 2–1 | —   | 0–1 | 1–1 | 0–0 | 1–0 | 2–1 | 1–1 | 1–4 | 0–0 | 1–0 | 0–1 | 2–0 | 2–2 | 1–1 |
| Ciudad Madero       | 0–0 | 4–2 | 2–1 | 0–0 | 2–0 | —   | 4–2 | 4–1 | 2–2 | 2–1 | 1–1 | 1–0 | 0–3 | 2–2 | 3–2 | 5–3 | 3–0 | 0–2 |
| Morelia             | 2–5 | 1–1 | 4–1 | 3–1 | 1–1 | 4–3 | —   | 1–2 | 2–3 | 2–1 | 3–3 | 4–0 | 2–1 | 0–0 | 0–2 | 2–0 | 3–1 | 1–0 |
| Nacional            | 2–2 | 3–4 | 1–1 | 2–0 | 2–0 | 2–2 | 1–2 | —   | 1–3 | 1–1 | 1–0 | 1–4 | 1–1 | 0–0 | 1–2 | 1–0 | 1–0 | 0–2 |
| Naucalpan           | 0–1 | 3–1 | 4–2 | 2–0 | 3–1 | 4–1 | 2–1 | 2–2 | —   | 2–0 | 2–1 | 3–4 | 1–0 | 2–0 | 3–4 | 5–1 | 8–0 | 0–0 |
| Querétaro           | 2–0 | 2–2 | 1–2 | 1–1 | 1–1 | 6–0 | 3–0 | 7–0 | 1–1 | —   | 2–2 | 1–0 | 2–1 | 2–2 | 1–0 | 0–0 | 3–0 | 2–1 |
| Salamanca           | 1–1 | 1–3 | 3–1 | 1–1 | 1–1 | 2–1 | 3–0 | 2–2 | 3–3 | 1–0 | —   | 1–2 | 0–0 | 1–0 | 1–0 | 2–1 | 2–0 | 1–1 |
| Tampico             | 0–0 | 4–2 | 1–2 | 2–1 | 1–0 | 3–0 | 0–1 | 0–0 | 2–1 | 2–1 | 0–1 | —   | 3–1 | 1–0 | 3–1 | 3–2 | 3–0 | 0–0 |
| Tepic               | 0–2 | 3–1 | 2–2 | 0–0 | 2–1 | 1–1 | 1–0 | 1–3 | 1–0 | 0–1 | 0–2 | 2–1 | —   | 2–1 | 0–0 | 4–0 | 1–0 | 1–2 |
| Unión de Curtidores | 1–5 | 3–1 | 2–4 | 1–2 | 5–2 | 4–2 | 1–0 | 2–2 | 1–1 | 2–0 | 1–1 | 1–2 | 2–2 | —   | 1–0 | 0–1 | 3–1 | 2–2 |
| Tigres UANL         | 2–0 | 2–0 | 4–1 | 0–0 | 1–0 | 3–1 | 2–1 | 3–2 | 1–1 | 0–2 | 0–1 | 2–0 | 1–2 | 1–2 | —   | 1–3 | 4–0 | 3–0 |
| U. Veracruzana      | 2–0 | 2–2 | 0–0 | 1–2 | 1–1 | 0–1 | 3–1 | 2–1 | 2–1 | 0–1 | 1–1 | 0–1 | 3–1 | 0–1 | 0–1 | —   | 4–2 | 3–0 |
| Ciudad Victoria     | 0–4 | 2–0 | 2–4 | 2–2 | 0–0 | 1–1 | 2–0 | 1–1 | 2–2 | 2–2 | 1–1 | 0–0 | 1–0 | 0–1 | 1–2 | 0–1 | —   | 0–0 |
| Zamora              | 1–1 | 3–1 | 1–0 | 2–0 | 3–0 | 0–0 | 0–0 | 0–0 | 1–1 | 2–1 | 1–0 | 2–1 | 0–1 | 2–1 | 1–2 | 2–0 | 3–1 | —   |

## Liguilla por el título
|  | Semifinales                                            | Semifinales                                            | Semifinales                                            | Semifinales                                            |   |       | Final               | Final               |  |
|  | 19 de julio de 1972 (ida) 22 de julio de 1972 (vuelta) | 19 de julio de 1972 (ida) 22 de julio de 1972 (vuelta) | 19 de julio de 1972 (ida) 22 de julio de 1972 (vuelta) | 19 de julio de 1972 (ida) 22 de julio de 1972 (vuelta) |   |       | 26 de julio de 1972 | 26 de julio de 1972 |  |
|  |                                                        |                                                        |                                                        |                                                        |   |       |                     |                     |  |
|  |                                                        |                                                        |                                                        |                                                        |   |       |                     |                     |  |
|  | Atlas                                                  | 3                                                      | 3                                                      | 6                                                      |   |       |                     |                     |  |
|  | Atlas                                                  | 3                                                      | 3                                                      | 6                                                      |   |       |                     |                     |  |
|  | Zamora                                                 | 1                                                      | 1                                                      | 2                                                      |   |       |                     |                     |  |
|  | Zamora                                                 | 1                                                      | 1                                                      | 2                                                      |   | Atlas | 4                   |                     |  |
|  |                                                        |                                                        |                                                        |                                                        |   | Atlas | 4                   |                     |  |
|  |                                                        |                                                        | Tigres UANL                                            | 0                                                      |   |       |                     |                     |  |
|  | Tigres UANL                                            | 3                                                      | Tigres UANL                                            | 0                                                      | 1 | 4     |                     |                     |  |
|  | Tigres UANL                                            | 3                                                      |                                                        |                                                        | 1 | 4     |                     |                     |  |
|  | Salamanca                                              | 1                                                      | 0                                                      | 1                                                      |   |       |                     |                     |  |
|  | Salamanca                                              | 1                                                      | 0                                                      | 1                                                      |   |       |                     |                     |  |
|  |                                                        |                                                        |                                                        |                                                        |   |       |                     |                     |  |

### Semifinales

#### Tigres U.A.N.L. vs Salamanca
| 19 de julio de 1972 | Salamanca | 0:1' | Tigres U.A.N.L. | Estadio Olímpico sección 24, Salamanca |  |

| 22 de julio de 1972                                      | Tigres U.A.N.L. | 3:1' | Salamanca | Estadio Universitario, Monterrey |  |
| Tigres U.A.N.L. avanza a la gran final, 4-1 en el global |                 |      |           |                                  |  |

#### Atlas vs Zamora
| 19 de julio de 1972 | Zamora | 1:3 | Atlas | Estadio Moctezuma, Zamora de Hidalgo |  |

| 22 de julio de 1972                            | Atlas | 3:1 | Zamora | Estadio Jalisco, Guadalajara |  |
| Atlas avanza a la gran final, 6-2 en el global |       |     |        |                              |  |

### Final
| 16 de julio de 1972                                                            | Atlas                                              | 4:0 (2:0) | Tigres U.A.N.L. | Estadio Azteca, Ciudad de México       |                                        |
|                                                                                | Herrera 16' · García 29' · Cedano 75' · Aceves 89' |           |                 | Árbitro(s): Alfonso González Archundia | Árbitro(s): Alfonso González Archundia |
| Atlas campeón de la Segunda División 1971-72, y asciende a la Primera División |                                                    |           |                 |                                        |                                        |

|                            |
| Atlas Campeón 2.do título. |